# پامچال سیرا
پامچال سیرا (نام علمی: Primula suffrutescens) نام یک گونه از سرده پامچال است.